# Keir Dullea
Keir Dullea (Cleveland, Ohio; 30 de mayo de 1936) es un actor estadounidense de cine y teatro ganador de un Globo de Oro en 1964. Es más conocido por su papel como el astronauta David Bowman en los filmes clásicos de ciencia ficción 2001: Odisea del espacio, dirigida por Stanley Kubrick en 1968, y 2010: Odisea Dos, de 1984, del director Peter Hyams.

## Biografía
Keir Dullea nació en Cleveland en 1936, hijo del matrimonio de intelectuales formado por Margarett Ruttan y Robert Dullea, quienes se dedicaban a la venta de libros en Greenwich Village.
Después de asistir a la Universidad estatal de San Francisco, ingresó en el Estudio de Arte Dramático de Sanford Meisner y estudió danza con Martha Graham en el Neighborhood Playhouse School, con el propósito de ser bailarín y actor, calificando para las tablas en 1960.
Su debut lo hizo en el filme The Hoodlum Priest, de 1961, interpretando sólidamente a un joven perturbado emocionalmente, llamando la atención de los críticos.
Este papel lo encasilló para seguir interpretando personajes que combinaban su buena apariencia con sesgos de perturbado mental en films tales como David y Lisa (1962), ganando un premio como Mejor Actor, La delgada línea roja (1964) y Bunny Lake Is Missing, de 1965.
Consiguió un premio Bafta en 1963 como Mejor revelación artística y en 1964 ganó un Globo de Oro como Mejor actor revelación.
Su salto a la fama vino con un rol completamente antagónico a los anteriores, el del impertubable, estructurado y frío astronauta David Bowman en el filme 2001: Odisea del espacio, de 1968. Repitió su actuación en la continuación, 2010, Odisea 2, de 1984. Ambas cintas estuvieron basadas en obras de Arthur C. Clarke.
Temiendo quedar encasillado, cosa que efectivamente ocurrió, Dullea participó luego en diferentes roles distintos en alrededor de once films de corte psicológico hasta ir espaciando sus apariciones a fines de los años 80. 
En 1985, Dullea se semi retiró del celuloide para dedicarse al teatro y radicarse en Wesport, Conn, junto a Susie Fuller, su tercera esposa e hijos.
En la década de los 90 solo apareció en el filme Oh, What a Night, de 1990, para reaparecer alternativamente en papeles maduros en la década de los 2000 con unas seis participaciones, hasta menguar su actividad casi por completo desde 2009, a sus 70 años. Su tercera esposa Susie falleció en 1998.
En 2001, Dullea fue invitado a la exposición sobre la obra de Stanley Kubrick 2001-Spacesuit en el Deutsches Filmmuseum de Frankfurt, y fue elegido el actor del año por el Consejo de Artes de Fairfield.
En octubre de 2012, Dullea interpretó el papel de Heinrich Mann en la producción teatral de Broadway de Guthrie Theater Historias de Hollywood, de Christopher Hampton.
En 2015, Dullea y su esposa Mia Dillon interpretaron al anciano matrimonio Thayer en la obra de teatro On Golden Pond.
Está totalmente retirado actualmente junto a su cuarta esposa, Mia Dillon.

## Filmografía

### Filmografía seleccionada
- The Accidental Husband (2008)
- El buen pastor (2006)
- Alien Hunter (2003)
- The Audrey Hepburn Story (2000)
- Oh, What a Night (1992)
- 2010, Odisea 2 (1984)
- The Next One (1984)
- Blind Date (1984)
- BrainWaves (1983)
- No Place to Hide (1981)
- The Hostage Tower (1980)
- Brave New World (1980)
- The Legend of the Golden Gun (1979)
- Leopard in the Snow (1978)
- The Haunting of Julia (1977)
- Welcome to Blood City (1977)
- Black Christmas (1974)
- Paul and Michelle (1974)
- Paperback Hero (1973)
- De Sade (1969)
- 2001: A Space Odyssey (1968) - David Bowman
- The Fox (1967)
- Madame X (1966)
- El rapto de Bunny Lake (1965)
- The Thin Red Line (1964)
- Mail Order Bride (1964)
- David and Lisa (1962)
- Bonanza (1962)
- The Hoodlum Priest (1961)